# 谢少文
谢少文（1903年9月15日—1995年7月20日），男，祖籍浙江绍兴，生于上海，中国微生物学家、免疫学家，曾任中国医学科学院基础医学研究所教授。

## 生平
1921年毕业于苏州东吴大学，1926年取得长沙湘雅医学院医学博士学位。1980年当选为中国科学院学部委员（院士）。

## 家庭
谢少文是谢洪赉之子、谢文秋之弟。

## 以谢少文的名字命名的菌种
- 谢少文漫步菌 Vagococcus xieshaowenii Ge et al. 2020[3]